# 溫莎鎮區 (明尼蘇達州特拉弗斯縣)
溫莎鎮區（英語：Windsor Township）是位於美國明尼蘇達州特拉弗斯縣的一個行政鎮區，於1881年設立。

## 地方資料
溫莎鎮區的面積為56.35平方千米，當中陸地面積為40.40平方千米，而水域面積為15.94平方千米。根據2020年美國人口普查的數據，當地共有人口72人，而人口密度為每平方千米1.28人。